# ميرا نوكس
ميرا نوكس (بالإنجليزية: Myra Knox)‏ هي طبيبة أمريكية، ولدت في 1853، وتوفيت في 30 أكتوبر 1915.